# William Lewis Moore
William Lewis Moore (Binghamton, 28 aprile 1927 – Attalla, 23 aprile 1963) è stato un attivista statunitense, del Congress of Racial Equality (CORE) che inscenò una protesta individuale contro la segregazione razziale.

## Biografia
Moore nacque a Binghamton, New York, e crebbe a New York e nel Mississippi. Per un periodo prima della sua morte, visse anche a Baltimora, Maryland. Nei primi anni cinquanta, quando Moore era uno studente alla Johns Hopkins University, soffrì di esaurimento nervoso. Fu ricoverato per un anno e mezzo con una diagnosi di schizofrenia. Quando fu dimesso, cominciò ad impegnarsi nel campo dell'attivismo a favore dei malati mentali.

### Attivismo contro la segregazione
Progressivamente si avvicinò anche al mondo dell'attivismo per i diritti civili dei cittadini afroamericani e si unì al Congress of Racial Equality (CORE). Nei primi anni sessanta inscenò tre proteste per i diritti civili, che consistevano nel marciare verso le capitali federali per consegnare delle lettere nelle quali lui denunciava la segregazione razziale.
Nella sua prima marcia camminò fino ad Annapolis, capitale del Maryland. La seconda marcia lo portò invece alla Casa Bianca: arrivò pressappoco nello stesso momento in cui il reverendo Martin Luther King veniva scarcerato dalla prigione di Birmingham dopo le proteste che si erano levate. Nella lettera che consegnò al presidente John F. Kennedy Moore scriveva che aveva intenzione di camminare fino allo Stato del Mississippi e che "se avessi delle lettere da consegnare da parte Sua durante il mio tragitto, sarei più che contento di farlo."
Per la sua terza protesta Moore programmo di camminare da Chattanooga, in Tennessee, fino a Jackson, nel Mississippi. per consegnare una lettera al governatore Ross Barnett, esortandolo ad accettare l'integrazione. Durante la marcia Moore indossava un cartello "a sandwich" con su scritto: "Uguali diritti per tutti nel Mississippi o morte".
Il 23 aprile 1963, dopo circa 110 km di marcia, Moore venne intervistato da Charlie Hicks, reporter dell'emittente radiofonica WGAD di Gadsden, in Alabama, lungo un tratto rurale della U.S. Highway 11 nei pressi di Attalla. L'emittente aveva ricevuto una soffiata anonima su dove trovare Moore. Nell'intervista, Moore disse: "Ho intenzione di camminare dritto fino alla residenza del governatore del Mississippi e suonare al suo campanello. Poi gli consegnerò a mano la mia lettera." Preoccupato dell'incolumità di Moore, Hicks gli offrì un passaggio in auto fino ad un motel, ma Moore insisté per continuare la sua marcia.
Meno di un'ora dopo che il reporter ebbe lasciato la scena, un motociclista di passaggio trovò il corpo di Moore per strada, circa un miglio più avanti, con due colpi alla testa sparatigli da distanza ravvicinata da un fucile calibro 22. L'arma risultò poi di proprietà di tal Floyd Simpson, contro il quale però non fu mai depositata alcuna accusa. Moore morì cinque giorni prima di compiere 36 anni.
La lettera di Moore fu trovata ed aperta. In essa, Moore argomentava che "nemmeno l'uomo bianco potrà dirsi veramente libero finché tutti gli uomini non avranno pari diritti." Inoltre chiedeva al governatore Barnett di "essere gentile e concedere più di quanto non venisse preteso da lui in quel momento..."

## Moore in musica
- Il cantante folk Phil Ochs scrisse una canzone dedicata a William Moore, contenuta nell'album A Toast to Those Who Are Gone.[1][2]
- Un altro tributo fu scritto (in tedesco) dal cantautore della Germania dell'Est Wolf Biermann.[3][4]
- Pete Seeger cantò William Moore, The Mailman nel suo album Broadside Ballads.

## Consegna della lettera nel 2008
Il 23 aprile 2008 Ellen Johnson e Ken Loukinen proseguirono la marcia di Moore, camminando per i 510 km a partire da Reece City, Alabama, vicino al luogo in cui Moore fu ucciso, per andare a consegnare la lettera originale alla residenza del governatore del Mississippi a Jackson. Con loro anche il dottor Bob Zellner (attivista di lunga data e primo segretario bianco del Student NonViolent Coordinating Committee) che cercò di fare in modo che la lettera venisse consegnata al governatore Haley Barbour il 6 maggio 2008. Ma il governatore rifiutò l'incontro.

## Memorial
In occasione del 47º anniversario dell'omicidio di Moore, il 23 aprile 2010, fu inaugurata una lapide commemorativa La lapide è posta permanentemente al Greater Binghamton Transportation Center, nei pressi della Martin Luther King Promenad, a Binghamton, New York.

## Altre letture
- Charles D. Lowery and John F. Marszalek (editors), Encyclopedia of African-American Civil Rights, pp. 365–366
- Taylor Branch, Parting The Waters, p. 748.
- Mary Stanton, Freedom Walk: Mississippi Or Bust, University Press of Mississippi, 2003